# Município de Fairfield (condado de Huron, Ohio)
Localização do Ohio nos E.U.A.
O município de Fairfield (em inglês: Fairfield Township) é um município localizado no condado de Huron no estado estadounidense de Ohio. No ano de 2010 tinha uma população de 1218 habitantes e uma densidade populacional de 18,09 pessoas por km².

## Geografia
O município de Fairfield encontra-se localizado nas coordenadas 41° 06′ 32″ N, 82° 34′ 30″ O. Segundo a Departamento do Censo dos Estados Unidos, o município tem uma superfície total de 67.33 km², da qual 67,13 km² correspondem a terra firme e (0,3 %) 0,2 km² é água.

## Demografia
Segundo o censo de 2010, tinha 1218 pessoas residindo no município de Fairfield. A densidade populacional era de 18,09 hab./km².